# Manuel Sol
Bernardo Manuel Sol Sañudo, plus connu sous le nom de Manuel Sol, né le 31 août 1973 à Mexico au Mexique, est un footballeur international mexicain. 

## Carrière

### Joueur
- 1992-1994 : Pumas UNAM -  Mexique
- 1995-1996 : Club Necaxa -  Mexique
- 1996-1997 : CF Atlante -  Mexique
- 1997-1998 : CF Puebla -  Mexique
- 1998-1999 : CF Monterrey -  Mexique
- 1999-2001 : CF Atlante -  Mexique
- 2001-2007 : Chivas de Guadalajara -  Mexique

### En équipe nationale
4 sélections et 0 but avec le Mexique en 1996.

## Palmarès

### En club
- Avec Club Necaxa :
  - Champion du Mexique en 1996.

- Avec Chivas de Guadalajara :
  - Champion du Mexique en 2006 (Apertura).

### En sélection
- Avec l'équipe du Mexique :
  - Vainqueur de la Gold Cup en 1996.